# Districte d'Ikoma
El districte d'Ikoma (生駒郡, Ikoma-gun) és un districte de la prefectura de Nara, a la regió de Kansai, Japó. És el segon districte més populós de tota la prefectura després del districte de Kita-Katsuragi i el seu municipi més poblat és la vila de Ikaruga.

## Geografia
El districte d'Ikoma es troba localitzat a la part nord-oest de la prefectura de Nara, fent frontera amb la prefectura d'Osaka a l'oest. El relleu del districte és pla, amb alguns pocs pics; els rius Yamato i Tatsuta passen pel territori. El districte està format pels municipis d'Ando, Heguri, Ikaruga i Sangô, tots ells amb la categoria de vila.

### Municipis
| |          |          |          |
| \| Municipi \| Població \| Extensió \| Densitat \| \| -------- \| -------- \| -------- \| -------- \| \| Ando \| 7.214 \| 4,31 \| 1.674 \| \| Heguri \| 18.100 \| 23,90 \| 757 \| \| Ikaruga \| 27.349 \| 14,27 \| 1.917 \| \| Sangō \| 23.269 \| 8,79 \| 2.647 \| \| Total \| 75.932 \| 51,27 \| 1.481 \| |          |          |          |
| Municipi | Població | Extensió | Densitat |
| Ando | 7.214    | 4,31     | 1.674    |
| Heguri | 18.100   | 23,90    | 757      |
| Ikaruga | 27.349   | 14,27    | 1.917    |
| Sangō | 23.269   | 8,79     | 2.647    |
| Total | 75.932   | 51,27    | 1.481    |

## Història
El districte d'Ikoma es creà l'1 d'abril de 1897, fruit de la unió entre els districtes de Soejimo i el de Heguri. Des de l'1 de novembre de 1971, quan la vila d'Ikoma va esdevindre ciutat i, per tant, ixqué del districte, la composició d'aquest no ha variat gens.

### Antics municipis
La següent és una llista dels antics municipis del districte amb enllaç als seus actuals municipis:
- Ikoma (生駒町) (1921-1971)
- Kōriyama (郡山町) (1889-1954)
- Shōwa (昭和村) (1935-1953)
- Miato (都跡村) (1889-1940)
- Tsutsui (筒井村) (1889-1941)
- Minami-Ikoma (南生駒村) (1889-1954)
- Tomisato (富郷村) (1889-1947)
- Tomio (富雄町) (1889-1953)
- Fushimi (伏見町) (1889-1955)
- Heijō (平城村) (1889-1951)
- Hirabata (平端村) (1889-1935)
- Katagiri (片桐町) (1889-1957)
- Hōryūji (法隆寺村) (1889-1947)
- Kita-Ikoma (北生駒村) (1889-1921)
- Kita-Yamato (北倭村) (1889-1957)
- Honda (本多村) (1889-1935)
- Yata (矢田村) (1889-1953)
- Tatsuta (竜田町) (1889-1947)